# Aérodrome de Castelnaudary - Villeneuve
L’aérodrome de Castelnaudary - Villeneuve (code OACI : LFMW) est un aérodrome ouvert à la circulation aérienne publique (CAP), situé sur les communes de Villeneuve-la-Comptal et de Mas-Saintes-Puelles à 2,5 km à l’ouest-sud-ouest de Castelnaudary dans l’Aude (région Occitanie, France).
Il est utilisé pour la pratique d’activités de loisirs et de tourisme (aviation légère et hélicoptère).

## Installations
L’aérodrome dispose d’une piste bitumée orientée est-ouest (11/29), longue de 810 m et large de 30.
L’aérodrome n’est pas contrôlé. Les communications s’effectuent en auto-information sur la fréquence de 118,905 MHz.
L’avitaillement en carburant (AVGAS UL91 ou MOGAS SP98) est possible.

## Activités
- Aéro-club Jean Doudiès
- Centre de maintenance des avions de l’École nationale de l'aviation civile (anciennement centre SEFA)